# Camden Town
Camden Town é um distrito no borough de Camden, na Região de Londres, na Inglaterra. Está localizado a 2,4 milhas (3,9 km) a Norte-Noroeste de Charing Cross e é um dos 35 principais centros identificadas no Plano de Londres. Foi planeado como um bairro residencial a partir de 1791 tendo sido antigamente parte do senhorio de Kentish Town e da freguesia de St Pancras, Middlesex. Camden town tornou-se num local importante durante o desenvolvimento inicial dos caminhos de ferro e também por ser servida pela rede de canais de Londres. O seu património industrial deu lugar ao retalho e ao entretenimento, contando hoje em dia com uma série de mercados de renome internacional e locais de música que estão fortemente associados à cultura alternativa.

## História

### Toponímia
Camden Town deve o seu nome a Charles Pratt, 1º Conde de Camden, sendo o nome deste título derivado da sua propriedade, Camden Place, perto de Chislehurst, em Kent. Camden Place havia sido propriedade do historiador William Camden de quem por sua vez herdou a sua designação. O nome aparece no mapa Ordnance Survey de 1822. Posteriormente foi repassado para o grupo de artistas  Camden Town Group e para a freguesia  de Londres, criada em 1965 e consequentemente para o bairro do qual este artigo se refere.

## Mercados de Camden
Camden é principalmente conhecida devido aos seus mercados: estes são relativamente recentes, com excepção do Inverness Market Street que é um pequeno mercado de alimentos que serve a comunidade local. 
O Mercado Camden Lock começou a sua actividade em 1973, e está agora cercado por outros cinco mercados: Buck Market Street, Stables Market (mercado dos estábulos),Inaugurado em 1854 para abrigar os cavalos das tropas imperiais. Camden Lock Village e um mercado coberto no Electric Ballroom. Os mercados são uma grande atracção turística nos fim-de-semana, vendendo bens de todos os tipos, incluindo moda para estilo de vida diferentes, livros, comida, antiguidades, velharias e itens mais bizarros. Estes mercados e as lojas da vizinhança são populares entre os jovens, em especial aqueles que procuram vestuário "alternativas" como por exemplo o Gótico.